# Embadium jobnstonii
Embadium jobnstonii là loài thực vật có hoa trong họ Mồ hôi. Loài này được Ising mô tả khoa học đầu tiên năm 1965.